# Babka nadmorska
Babka nadmorska (Plantago maritima L.) – gatunek rośliny zielnej z rodziny babkowatych. Jest szeroko rozprzestrzeniony na świecie. Występuje w Afryce Północnej, na większości obszaru Europy, w Azji Zachodniej i Środkowej, na Syberii, w Ameryce Północnej, a nawet w Ameryce Południowej (Argentyna, Chile). W Polsce występuje na Pomorzu na wschód po Gdańsk, znaleziona także w Ciechocinku.

## Morfologia

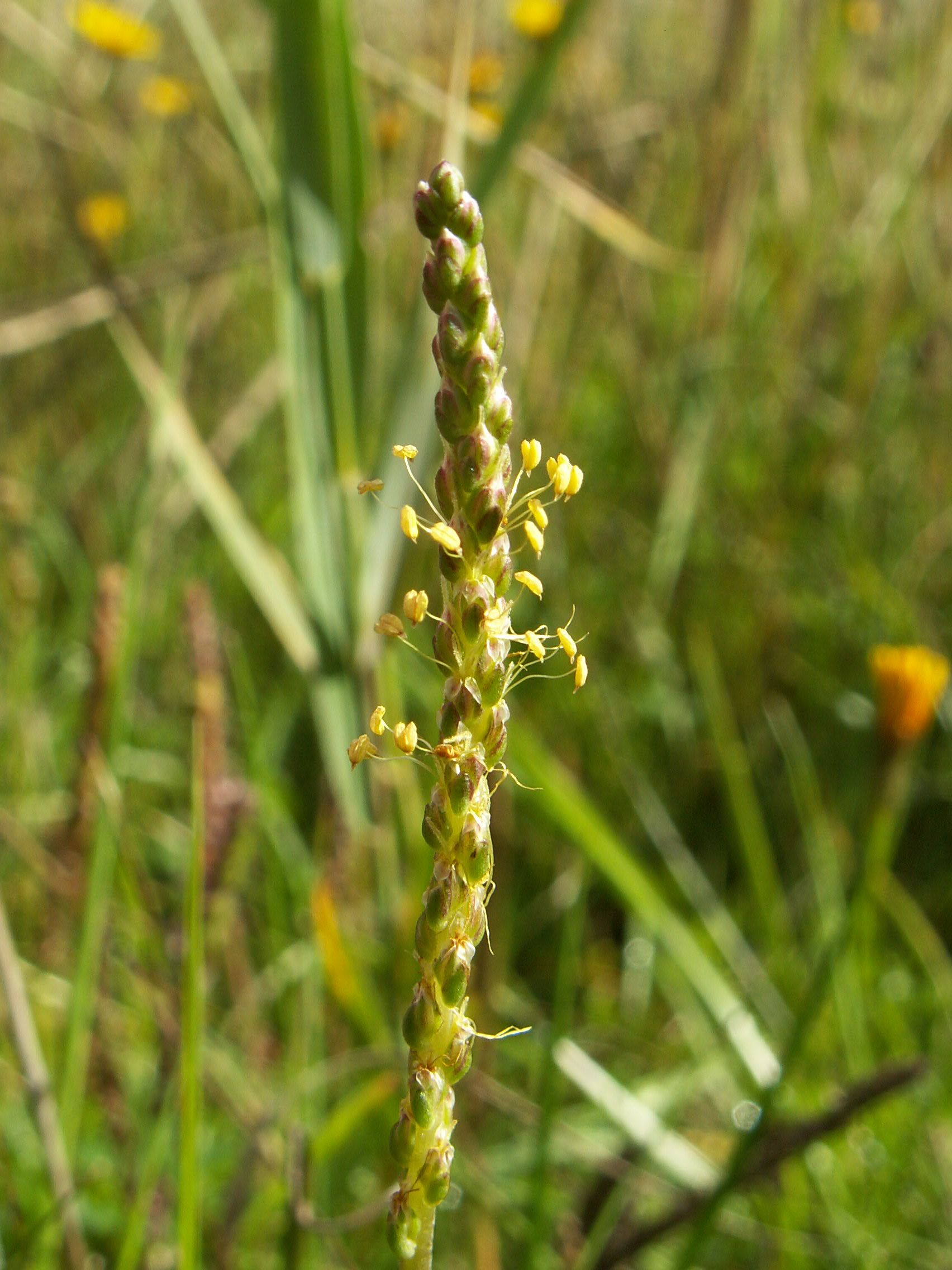
Kwitnący kłos babki nadmorskiej.

PokrójWysokość 15–40 cm.
LiścieRównowąskie, szerokie na 2–6 mm, szarozielone, mięsiste, w nasadzie pochwiaste, wełnisto owłosione, całobrzegie, rzadziej bardzo słabo i odlegle ząbkowane.
KwiatKłos walcowaty, gęsty, 3–11 mm długości. Przysadki jajowatolancetowate, tępe lub słabo zaostrzone. Wszystkie cztery działki prawie od nasady wolne, zielone, błoniasto obrzeżone, na brzegu orzęsione. Korona o długości 4–5 mm, jej łatki długo zaostrzone. Nas. 2 mm długości.

## Biologia i ekologia

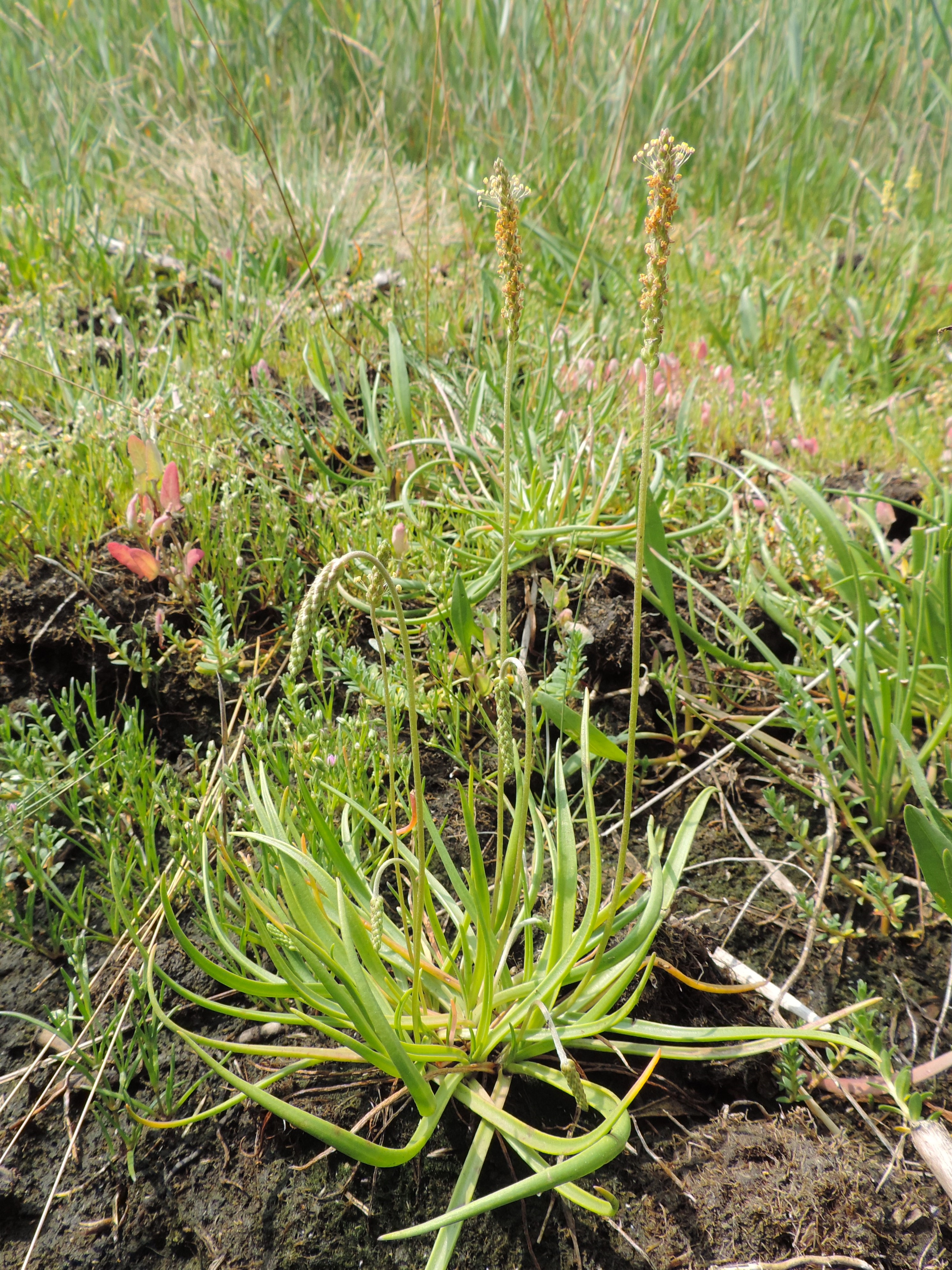
Babka nadmorska na solnisku nad Bałtykiem

Bylina, hemikryptofit. Kwitnie od czerwca do października. Rośnie na terenach zasolonych, słonych łąkach. W klasyfikacji zbiorowisk roślinnych gatunek charakterystyczny dla Cl. Asteretea tripolium.

## Zagrożenia i ochrona
Roślina objęta jest w Polsce ścisłą ochroną gatunkową. Informacje o stopniu zagrożenia na podstawie:
- Polskiej czerwonej księgi roślin (2001, 2014) – gatunek narażony na wymarcie (kategoria zagrożenia VU)[6].
- Czerwonej listy roślin i grzybów Polski (2006, 2016)[7][8] – gatunek narażony na wymarcie (kategoria zagrożenia VU).

## Zastosowanie
Sztuka kulinarna: młode liście babki nadmorskiej są jadalne i bywają spożywane ugotowane lub na surowo w sałatce.